# Thorelliola biapophysis
Thorelliola biapophysis är en spindelart som beskrevs av Gardzinska, Patoleta 1997. Thorelliola biapophysis ingår i släktet Thorelliola och familjen hoppspindlar. Inga underarter finns listade i Catalogue of Life.